# Велко Йотов
Велко Николаев Йотов е български футболист, офанзивен полузащитник. Роден е на 26 август 1970 г. в София.

## Кариера
Юноша на Левски (София), републикански шампион с отбора старша възраст през 1989 г. Играл е за Левски (София), Ботев (Пловдив) (в 3 контроли, вкарва 1 гол), Олимпик Берое, Еспаньол (Барселона, Испания), Нюелс Олд Бойс (Росарио, Аржентина), Чарлстън Батъри (САЩ) и Атланта Силвърбекс (САЩ). Шампион на България през 1993 г. с Левски (Сф). Носител на купата на страната през 1991 и 1992 г. с Левски (Сф). В А група има 119 мача и 31 гола. За Левски е изиграл 21 мача и е вкарал 14 гола за купата и 5 мача с 1 гол в евротурнирите (1 мач за КЕШ, 3 мача и 1 гол за КНК и 1 мач за купата на УЕФА). За националния отбор на България дебютира на 22 май 1991 г. срещу Сан Марино (в Сан Марино – европейска квалификация), има 7 мача и 1 гол. Участва на СП-1994 в САЩ, където става бронзов медалист (но така и не играе в мачовете). За младежкия национален тим има 11 мача и 2 гола, за Б националния тим има 13 мача и 8 гола.

## Статистика по сезони
- Левски (Сф) – 1988/89 – А РФГ, 18/2
- Левски (Сф) – 1989/90 – А РФГ, 16/6
- Левски (Сф) – 1990/91 – А РФГ, 29/9
- Левски (Сф) – 1991/92 – А РФГ, 25/4
- Левски (Сф) – 1992/93 – А РФГ, 25/10
- Еспаньол – 1993/94 – Сегунда Дивисион, 26/13
- Еспаньол – 1994/95 – Примера Дивисион, 17/2
- Нюелс Олд Бойс – 1995/96 – Апертура, 29/11
- Нюелс Олд Бойс – 1996/97 – Апертура, 26/8
- Нюелс Олд Бойс – 1997/98 – Апертура, 28/9
- Нюелс Олд Бойс – 1998/99 – Апертура, 23/7
- Олимпик Берое – 1999/ес. - А РФГ, 6/0
- Чарлстън Батъри – 2000 – USL А Лига, 15/6
- Чарлстън Батъри – 2001 – USL А Лига, 14/3
- Атланта Силвърбекс – 2002 – USL А Лига, 19/10
- Атланта Силвърбекс – 2003 – USL А Лига, 18/4
- Атланта Силвърбекс – 2004 – USL А Лига, 21/3
- Атланта Силвърбекс – 2005 – USL А Лига, 14/3